# Бриси
Бриси (фр. Bricy) насеље је и општина у централној Француској у региону Центар (регион), у департману Лоаре која припада префектури Орлеан.
По подацима из 2011. године у општини је живело 544 становника, а густина насељености је износила 42,97 становника/km². Општина се простире на површини од 12,66 km². Налази се на средњој надморској висини од 124 метара (максималној 131 m, а минималној 116 m).

## Демографија
| 1962. | 1968. | 1975. | 1982. | 1990. | 1999. | 2011. |
| ----- | ----- | ----- | ----- | ----- | ----- | ----- |
| 346   | 755   | 703   | 487   | 456   | 552   | 544   |

График промене броја становника у току последњих година